# Бардвел (Тексас)
Бардвел (енгл. Bardwell) град је у америчкој савезној држави Тексас. По попису становништва из 2010. у њему је живело 649 становника.

## Демографија
Према попису становништва из 2010. у граду је живело 649 становника, што је 66 (11,3%) становника више него 2000. године.
| Група             | 2000.       | 2010.       |
| Белци             | 206 (35,3%) | 195 (30,0%) |
| Афроамериканци    | 102 (17,5%) | 100 (15,4%) |
| Азијати           | 0 (0,0%)    | 0 (0,0%)    |
| Хиспаноамериканци | 277 (47,5%) | 345 (53,2%) |
| Укупно            | 583         | 649         |